# 팩토리 (스튜디오)

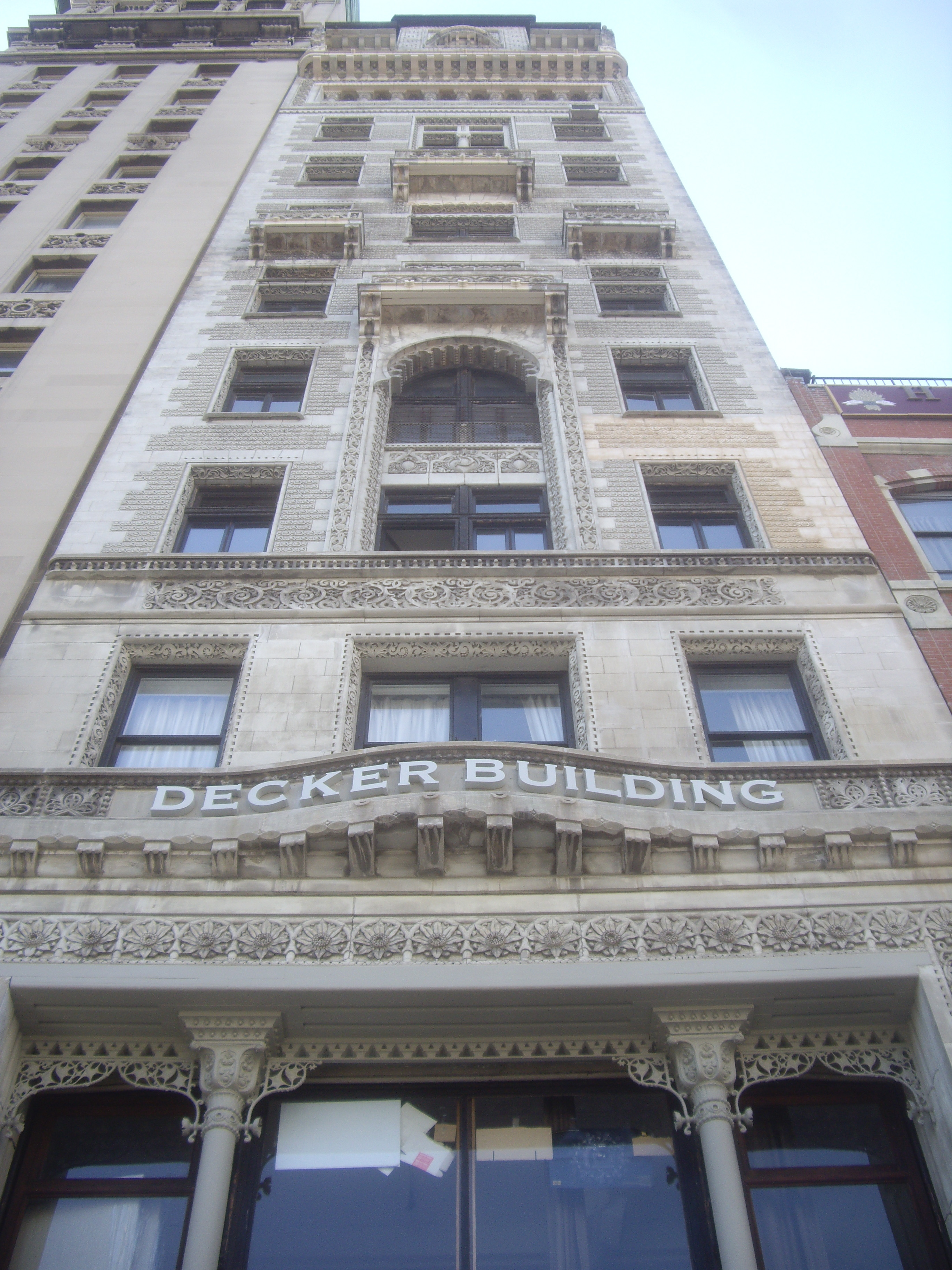
데커 빌딩의 모습

팩토리(The Factory)는 앤디 워홀의 작업실을 의미한다. 워홀은 1964년 뉴욕 맨허튼 이스트 47번가에 창고형 작업실을 임대했고, 이 공간을 작업실(스튜디오)이라고 부르지 않고 공장(팩토리)이라고 명명했다. 실내는 온통 알루미늄 포일과 은색 물감으로 덮여져있었으며, 고용한 조수들을 시켜, 실크 스크린 기법을 통해 마치 공장에서 물건을 생산하듯이 기계처럼 예술 작품들을 쏟아내기 시작했다. 작업실 인근에는 클럽을 운영해 사교의 장으로도 활용했다.
처음 임대했던 창고가 아파트 건축을 이유로 헐리게 되어, 1968년 유니언 스퀘어에 있는 데커 빌딩(Decker Building)으로 이전했으며, 1984년까지 이 공간에서 작업을 이어갔다.

## 같이 보기
- 앤디 워홀
- 실크 스크린
- 팩토리 걸